# داش (عملة مشفرة)
داش (بالإنجليزية: Dash) هي عملة مشفرة مفتوحة المصدر وهي تقدم نفس مزايا عملة البيتكوين بالإضافة إلى مزايا أخرى متقدمة مثل المعاملات الفورية  والمعاملات الخاصة  والإدارة اللامركزية.